# Ferrovia Bari-San Paolo
La ferrovia Bari-Cecilia è una linea ferroviaria a carattere urbano che collega la città Bari con il popoloso quartiere di San Paolo; su di essa è svolto il servizio denominato FM1 delle Ferrovie del Nord Barese esercito dalla società Ferrotramviaria, la quale opera anche come gestore dell'infrastruttura.

## Storia

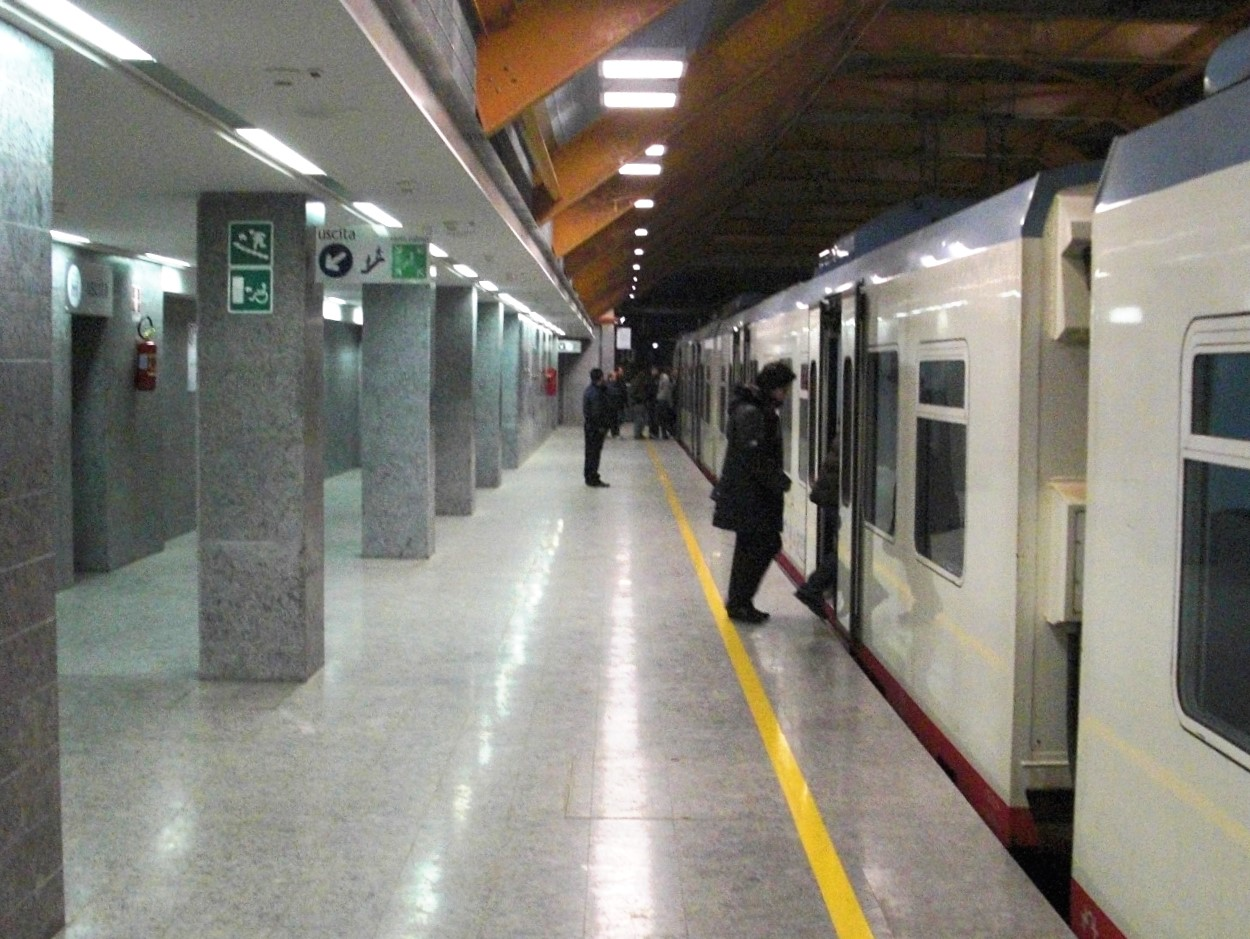
Fermata sotterranea San Gabriele

Nel 1999 fu bandita la gara di appalto per la realizzazione di una nuova linea a doppio binario fra Bari e il quartiere San Paolo, che al 2007 contava 70.000 abitanti; la prima tratta avrebbe utilizzato i preesistenti binari FT fra le stazioni di Bari Centrale e Lamasinata, quest'ultima posta al km 4+125 della ferrovia Bari-Barletta, aperta nel 1965 dopo la trasformazione della preesistente tranvia a vapore.
La consegna ufficiale a Ferrotramviaria dell'opera, da Fesca-San Girolamo (già Lamasinata), divenuta stazione di diramazione, fino al capolinea provvisorio di Ospedale San Paolo, avvenne il 24 giugno 2008, mentre il servizio viaggiatori vero e proprio fu avviato il successivo 22 dicembre.
Contestualmente alla costruzione della nuova linea a Bari Centrale fu attuato lo spostamento del binario 1 e costruita una nuova banchina per rendere utilizzabile dal servizio passeggeri anche il binario di servizio centrale; la stazione di Fesca-San Girolamo assunse a sua volta maggiore importanza, oltre che come località di diramazione, anche quale polo d'interscambio grazie alla costruzione di un parcheggio per 70 autobus e 1300 automobili.
Indicata come Linea 1 della "metropolitana di Bari", integrato nel servizio ferroviario urbano del capoluogo pugliese, l'infrastruttura è stata prolungata di ulteriori 1.500 m circa fino a raggiungere la zona Cecilia, interessando in parte anche il territorio comunale di Modugno; sulla nuova tratta dal 4 luglio 2017 è operativa la fermata Cecilia, mentre la stazione terminale Regioni è in fase di costruzione.

## Caratteristiche
| Unknown route-map component "extKBHFa" |

| Unknown route-map component "tKBHFxa" |

| Unknown route-map component "tHST" |

| Unknown route-map component "tHST" |

| Unknown route-map component "tHST" |

|  | Unknown route-map component "hSTRa" + Unknown route-map component "PORTALg" | Unknown route-map component "STRc2" | Unknown route-map component "STRc2" + Unknown route-map component "CONT3" | Unknown route-map component "CONT3" |

|  | Unknown route-map component "hHST" | Unknown route-map component "vSTR+1-" + Unknown route-map component "v-STR+1" | Unknown route-map component "STR+1" + Unknown route-map component "STRc4" | Unknown route-map component "STRc4" |

|  | Unknown route-map component "hSTRl" | Unknown route-map component "vKRZh" | Unknown route-map component "KRZh" | Unknown route-map component "hSTR+r" |

|  |  | Unknown route-map component "vSTR" | Straight track | Unknown route-map component "DSTRe@f" |

|  |  | Unknown route-map component "vINT-STR" | Unknown route-map component "KRWg+l" | Unknown route-map component "KRWr" |

|  |  | Unknown route-map component "vSTR" | Station on track |  |

| 0+000 |
| 4+153 |

|  |  | Unknown route-map component "vSTR-HST" | Straight track |  |

|  |  | Unknown route-map component "SPLe" | Straight track |  |

|  |  | Unknown route-map component "eABZgl+l" | Unknown route-map component "eKRZo" | Unknown route-map component "exCONTfq" |

|  |  | Straight track | Stop on track |  |

|  |  | Straight track | Unknown route-map component "KRWgl" | Unknown route-map component "KRW+r" |

|  |  | Straight track | Straight track | Non-passenger end station |

|  |  | Straight track | Stop on track |  |

|  | Unknown route-map component "CONTgq" | Junction both to and from right + Unknown route-map component "STRc2" | Unknown route-map component "ABZg3" |  |

|  |  | Unknown route-map component "ABZg+1" | Unknown route-map component "STR+c4" |  |

|  | Unknown route-map component "CONTgq" | Unknown route-map component "KRZu" | Unknown route-map component "kKRZ2+ru" | Unknown route-map component "kSTRc3" |

|  |  | Straight track | Unknown route-map component "tHSTae" | Unknown route-map component "kSTR+4" |

|  | Unknown route-map component "KBHFa-L" | Unknown route-map component "BHF-M" | Unknown route-map component "KBHFe-M" | Unknown route-map component "KBHFe-R" |

|  | Continuation forward | Continuation forward |  |  |

La linea è lunga complessivamente 9,816 km ed è a doppio binario nella tratta Fesca S.Girolamo-Cecilia.

### Percorso

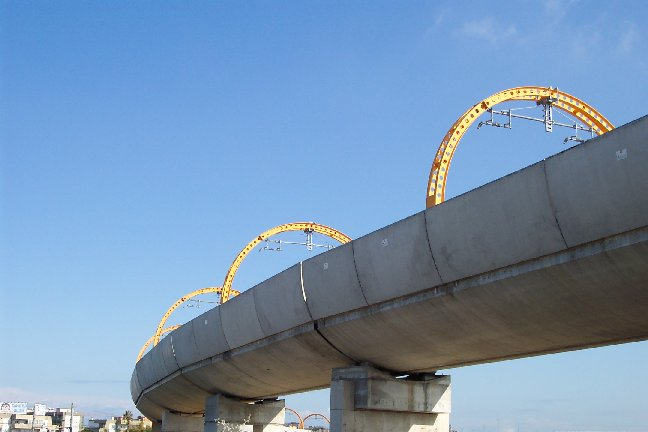
Il viadotto di scavalco della ferrovia Adriatica

Lasciato il bivio a Fesca-San Girolamo, la linea si mantiene parallela alla Bari-Barletta correndo su un rilevato in ascesa di circa 1 km, per poi impegnare il lungo viadotto di scavalco che permette di oltrepassare anche la ferrovia Adriatica; lungo circa 2 km, tale manufatto, che ospita altresì la fermata Tesoro, integra nella struttura le barriere antirumore e i portali per la linea aerea, di foggia semicircolare.
Gli ultimi 1,7 km sono costruiti in galleria artificiale e comprendono le fermate sotterranee di San Gabriele, Cittadella della Polizia, Ospedale San Paolo e Cecilia.

## Traffico
Dall'inaugurazione della linea sono utilizzati gli elettrotreni Alstom ELT 200, gli unici allora attrezzati per il servizio con marciapiedi alti, che presero a effettuare 24 coppie di corse non cadenzate dalle 5 alle 23.40 e un tempo di percorrenza di 15 minuti. La frequentazione si mostrò fin dall'inizio elevata, con punte di 400 passeggeri.
A tale offerta di base si sommano ulteriori corse di rinforzo come nel caso delle festività patronali di maggio.